# Châu Văn Mẫn
Châu Văn Mẫn (sinh ngày 11 tháng 8 năm 1950) là một sĩ quan cấp cao của Công an nhân dân Việt Nam, quân hàm trung tướng, nguyên Phó Tổng cục trưởng Tổng cục Xây dựng lực lượng Công an Nhân dân, Giám đốc Công an tỉnh Bà Rịa – Vũng Tàu và đại biểu Quốc hội Việt Nam khóa X. Ông đã được nhà nước Việt Nam phong tặng danh hiệu Anh hùng Lực lượng vũ trang nhân dân.

## Cuộc đời
Châu Văn Mẫn, tên khai sinh là Châu Văn Đẹp, sinh ngày 11 tháng 8 năm 1950 tại xã Bình Sa, huyện Thăng Bình, tỉnh Quảng Nam, trong một gia đình có truyền thống Cách mạng. Bà nội của ông là bà Nguyễn Thị Bồn, sau này được nhà nước Việt Nam phong tặng danh hiệu Bà mẹ Việt Nam anh hùng. 3 người chú của ông là Châu Văn Học, Châu Văn Nhi, Châu Văn Là và anh ruột của ông là Châu Văn Minh đều là liệt sĩ; mẹ của ông là bà Hà Thị Hiền (1924–2016), cha của ông là Châu Văn Xinh, tham gia hoạt động cách mạng tại địa phương trong kháng chiến chống Mỹ; gia đình của ông đã được tặng danh hiệu "Gia đình cách mạng vẻ vang". Năm 15 tuổi, ông bắt đầu hoạt động cho Mặt trận Dân tộc Giải phóng miền Nam Việt Nam, làm nhiệm vụ giao liên, thu thập và chuyển các tin tức tình báo. Đến năm 19 tuổi, ông được kết nạp vào Đảng Lao động Việt Nam. Đầu năm 1970, sau khi đường dây liên lạc bị lộ, ông bị chính quyền Việt Nam Cộng hòa bắt giữ và giam cầm tại nhà tù Buôn Ma Thuột, sau đó đưa ra giam giữ tại nhà tù Côn Đảo vào tháng 4 cùng năm. Tại đây, ông thường xuyên đối mặt với nhiều cuộc đánh đập, tra tấn và bị giam giữ cho đến ngày 30 tháng 4 năm 1975.
Sau năm 1975, ông tình nguyện ở lại Côn Đảo suốt 7 năm và công tác trong ngành an ninh tại Công an Đặc khu Vũng Tàu – Côn Đảo (sau là tỉnh Bà Rịa – Vũng Tàu), thăng dần lên chức vụ Giám đốc Công an tỉnh Bà Rịa – Vũng Tàu. Ông còn trở thành đại biểu Quốc hội Việt Nam khóa X thuộc đoàn đại biểu của tỉnh Bà Rịa – Vũng Tàu. Cuối năm 2000, ông được điều động về Bộ Công an và giữ chức vụ Phó Tổng cục trưởng, Phó Bí thư Đảng ủy, Tổng cục Xây dựng lực lượng kiêm Phó ban chỉ huy An ninh cụm II (miền Trung – Tây Nguyên), ông đã giữ các chức vụ này cho đến khi nghỉ hưu vào năm 2012. Châu Văn Mẫn được thăng quân hàm từ Đại tá, Thiếu tướng rồi Trung tướng, ngoài ra, ông có trình độ nghiệp vụ Thạc sĩ, Tiến sĩ Luật học. Ngày 17 tháng 10 năm 2011, ông được Nhà nước Việt Nam phong tặng danh hiệu Anh hùng lực lượng vũ trang nhân dân. Hiện nay, ông là chủ tịch Hội đồng hương Quảng Nam – Đà Nẵng tại Bà Rịa – Vũng Tàu.

## Khen thưởng

### Danh hiệu
- Anh hùng lực lượng vũ trang nhân dân (2011).

### Huân, huy chương
- Huân chương Kháng chiến hạng Nhì.
- Huân chương Kháng chiến hạng Ba.
- Huân chương Bảo vệ Tổ quốc hạng Nhì.
- Huân chương Quân công hạng Ba.
- Huy chương Vì an ninh Tổ quốc
- Huân chương Chiến sĩ vẻ vang hạng Nhất.
- Huân chương Hữu nghị hạng Nhì (Nhà nước Cộng hòa Dân chủ Nhân dân Lào).

## Đời tư
Đầu năm 1982, Châu Văn Mẫn được bổ nhiệm làm Phó Trưởng Công an huyện Côn Đảo và được cử đi học lớp sĩ quan công an Trường Sĩ quan, tại đây, ông quen biết với Mỹ Chi, một giáo viên công tác tại trường. Hai ông bà kết hôn vào năm 1983 và sinh được hai người con gái là Châu Thị Minh Tâm, sinh năm 1984 và Châu Minh Thư, sinh năm 1990.